# Cầu Bến Tượng
Cầu Bến Tượng là một cây cầu bắc qua sông Cầu tại thành phố Thái Nguyên, tỉnh Thái Nguyên, Việt Nam.
Cầu nằm ở trung tâm thành phố Thái Nguyên, kết nối phường Trưng Vương với phường Đồng Bẩm qua dòng sông Cầu.
Cầu Bến Tượng được thiết kế bởi Công ty TNHH Tư vấn thiết kế Kunhwa (Hàn Quốc), có cấu tạo dạng cầu vòm ống thép nhồi bê tông. Chiều dài của cầu chính là 380 m, gồm 3 nhịp chính. Bề mặt cầu rộng 23,6 m, đáp ứng bốn làn xe cơ giới lưu thông.
Công trình thuộc giai đoạn II của Dự án Chương trình đô thị miền núi phía Bắc - thành phố Thái Nguyên sử dụng vốn vay của Ngân hàng Thế giới, với tổng tổng mức đầu tư hơn 436 tỷ đồng. Cầu được khởi công vào tháng 6 năm 2016 và được thông xe kỹ thuật vào ngày 21 tháng 12 năm 2018.